# أوروتشي (فلم)
أوروتشي (باليابانية: 雄呂血) هو فيلم ياباني صامت بالأبيض والأسود، من إخراج بونتارو فوتاغاوا. وهو الفيلم الأكثر شهرة وشعبية لـ تسوماسابورو باندو، ويعرض النجم في ذروة شهرته.

## القصة

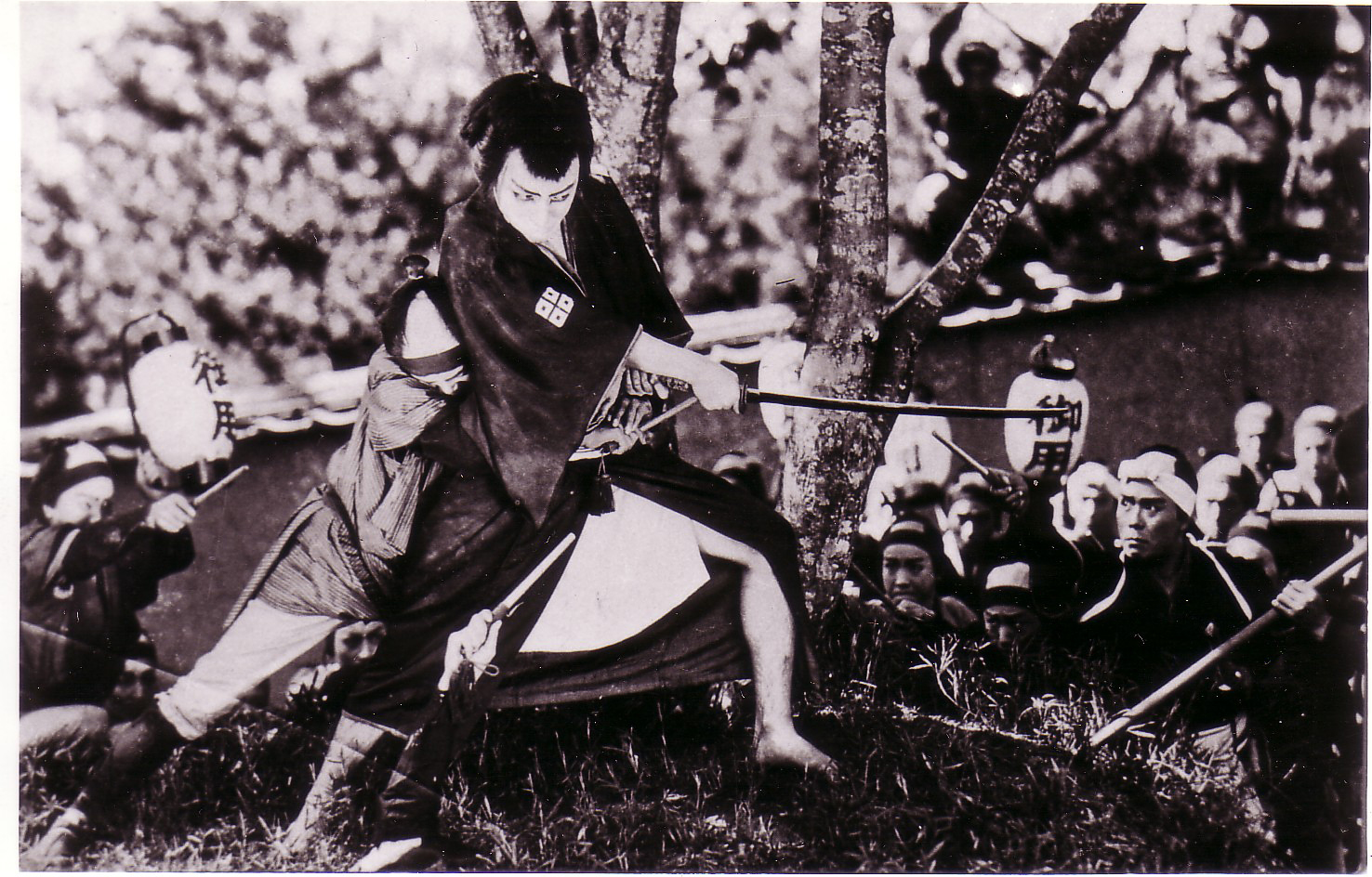
مشهد الذروة.

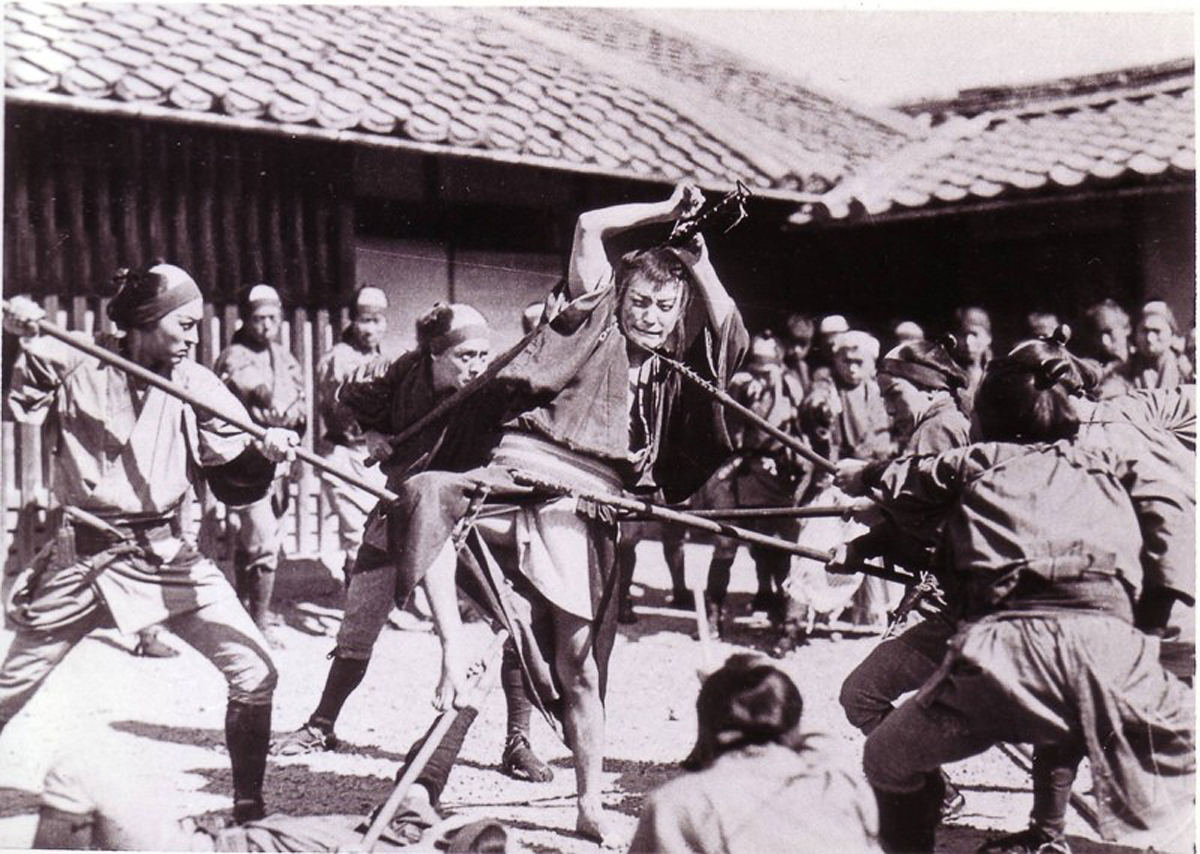
تغيير كبير في المدينة

يحكي الفيلم قصة ساموراي يعيش أوقاتًا عصيبة بسبب سوء الفهم ويكشف مؤامرات أعدائه. تصوير تلك التفسيرات يصور ببراعة سخافة عالم الساموراي الظالم، مما يجعل هذا العمل ذو صلة حتى اليوم.

## التحليل
تم تنفيذ مشاهد المعارك بالسيف التي قدمها باندو ببراعة في عصر كانت فيه أفلام الكابوكي الهادئة والكريمة هي السائدة. تم تمرير هذا النمط إلى أفلام الشامبارا الحديثة. بالإضافة إلى ذلك، فإن القيمة الجمالية لأسلوب قتال السيف تتلاشى قليلاً في أوروتشي بسبب سرعة مشاهد المعارك (تسارع الحركة). بسبب النمط الكابوكي، تحول المكياج على الشخصيات إلى تمثيلات تشبه أوكيوي-إي (طبعات الخشب المنقوشة)، وهي شكل فني ياباني رئيسي.

## عنوان الفيلم

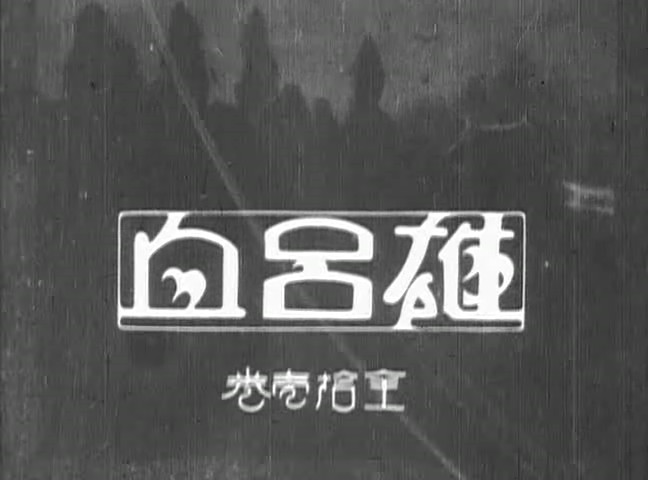
شاشة العنوان لفيلم أوروتشي

كان من المفترض أن يكون العنوان الأصلي للفيلم "المنبوذ"، ولكن الرقابة اليابانية والشرطة منعته، لأن تصوير منبوذ كبطل كان يُعتبر خطيرًا جدًا. تم تغيير العنوان في وقت لاحق إلى "الأفعى"، وهو يصف كيف يتملص باندو تسوماسابورو عندما يقاتل وكيف تبدو الأفعى مرعبة حتى في الموت. أذهلت الرقابة وسمحت بالعنوان.

## روابط خارجية
- مقالات تستعمل روابط فنية بلا صلة مع ويكي بيانات